# Leirfjord
66°3′51″N 12°56′44″Ø / 66.06417°N 12.94556°Ø
Leirfjord er en kommune i landskapet Helgeland i Nordland fylke i Norge. Den grænser i øst til Hemnes, i øst og syd til Vefsn og i syd til Alstahaug. Udenfor kysten i vest ligger Dønna kommune, og nord for Ranfjorden ligger Nesna og Rana kommuner.

## Erhvervsliv
Hovederhverv er landbrug, fiskeforædling og serviceerhverv. Korte afstande til Sandnessjøen, Mosjøen, Nesna og Hemnesberget gør at mange pendler til arbejde udenfor kommunen. 

## Kultur
Kommunen er deltager i Skulpturlandskab Nordland med skulpturen «Omkring» lavet af Waltercio Caldas. Leirfjord Bygdesamlinger har samlinger flere steder i kommunen.  

## Geografi
Leirfjord kommune strækker sig fra kysten af Helgeland og et stykke ind i landet. Den består af flere forskellige småbyer som Bardal, Fagervika og Sundøy. I øst danner fjeldområdet Toven en naturlig grænse til Vefsn. 
Kystrigsvejen passerer gennem Leirfjord.